# Kyra van Leeuwe
Kyra van Leeuwe (Grubbenvorst, 10 september 2005) is een voetbalspeelster uit Nederland. Ze speelt als middenvelder voor Borussia Mönchengladbach in de Tweede Bundesliga.

## Carrière
Kyra van Leeuwe begon met voetballen bij GFC '33 in haar geboorteplaats Grubbenvorst. In 2018 maakte ze de overstap naar RKSV Wittenhorst. Tijdens een trainingsactiviteit bij de KNVB in Eindhoven viel Van Leeuwe op bij scout Hub Salden van Borussia Mönchengladbach. 
Vanaf februari 2020 kwam Van Leeuwe uit in de jeugdopleiding van Borussia Mönchengladbach. Ze kwam uit voor het onder 17 team van Borussia Mönchengladbach in B-Junioren Bundesliga waarvoor ze haar debuut maakte op 12 september 2020 tegen de leeftijdsgenoten van Bayer 04 Leverkusen. Van Leeuwe kwam tot 41 wedstrijden en 7 doelpunten voor Borussia Mönchengladbach onder 17.
Vanaf seizoen 2023/24 maakte Van Leeuwe deel uit van het eerste elftal van Borussia Mönchengladbach uitkomend in de Tweede Bundesliga. Op 19 augustus 2023 maakte Van Leeuwe haar debuut in deze competitie in een uitwedstrijd tegen Hamburger SV. In een uitwedstrijd tegen SC Sand op 1 oktober 2023 maakte Van Leeuwe haar eerste doelpunt in de Tweede Bundesliga.

## Statistieken
| Seizoen | Club                     | Competitie        | Competitie | Competitie | Beker | Beker | Overig | Overig | Totaal | Totaal |
| Seizoen | Club                     | Competitie        | Wed.       | Dlp.       | Wed.  | Dlp.  | Wed.   | Dlp.   | Wed.   | Dlp.   |
| ------- | ------------------------ | ----------------- | ---------- | ---------- | ----- | ----- | ------ | ------ | ------ | ------ |
| 2023/24 | Borussia Mönchengladbach | Tweede Bundesliga | 17         | 1          | 1     | 0     | 0      | 0      | 18     | 1      |
| Totaal  | Totaal                   | Totaal            | 17         | 1          | 1     | 0     | 0      | 0      | 18     | 1      |

Bijgewerkt t/m 2 juni 2024.